# Un nuevo amanecer (serie de televisión)
Un nuevo amanecer es una serie de televisión por internet española de comedia creada por José Corbacho para Atresplayer. Está producida por Espotlight Media y protagonizada por Yolanda Ramos. Ha sido estrenada en Atresplayer, el 10 de marzo de 2024.

## Trama
Candela (Yolanda Ramos) es una conocida artista patria convertida en una adicta, cuyas dosis de alcohol y drogas a las que no daba demasiada importancia se han acabado desmadrando. Después de desplomarse en directo en el talent show en el que trabaja, Candela debe internarse en un centro de desintoxicación para tratar sus adicciones. Ella quiere hacerlo en uno para ricos y famosos, pero debido a sus problemas económicos, acaba en el centro público ‘Un nuevo amanecer’.

## Reparto
- Yolanda Ramos como Candela Nieto
- Àgata Roca como Almudena
- Vicky Peña como Estrella
- Cecilia Freire como Patricia
- Abril Zamora como Bibi
- Pau Durà como Pepe
- Alícia Falcó como Lola
- Judit Martín como Vane
- Artur Busquets como Dani
- David Selvas como Charly
- Francesc Ferrer como Sebas

#### Con la colaboración especial de
- Anne Igartiburu como presentadora TV (Episodio 1; Episodio 3 - Episodio 5)
- José Corbacho como jurado TV (Episodio 1; Episodio 3 - Episodio 5)
- Pepa Charro como jurado TV (Episodio 1; Episodio 3 - Episodio 5)
- Mirela Balic como Blanca (Episodio 2 - Episodio 4)
- Martita de Graná como ella misma (Episodio 3)

## Capítulos
| N.º | Título                                   | Dirigido por  | Escrito por                                | Fecha de lanzamiento original |
| --- | ---------------------------------------- | ------------- | ------------------------------------------ | ----------------------------- |
| 1   | «Yo estaba en mi casa con mi hija»       | José Corbacho | José Corbacho, Enric Pardo y Rafel Barceló | 10 de marzo de 2024           |
| 2   | «Yo controlo»                            | José Corbacho | José Corbacho, Enric Pardo y Rafel Barceló | 17 de marzo de 2024           |
| 3   | «Yo estoy de las normas hasta el chirri» | Belén Macías  | José Corbacho, Enric Pardo y Rafel Barceló | 24 de marzo de 2024           |
| 4   | «Yo os daré lo que queréis»              | Belén Macías  | José Corbacho, Enric Pardo y Rafel Barceló | 31 de marzo de 2024           |
| 5   | «Yo no estoy preparada todavía»          | Belén Macías  | José Corbacho                              | 7 de abril de 2024            |
| 6   | «Yo soy un juguete roto y súper roto»    | José Corbacho | José Corbacho                              | 14 de abril de 2024           |
| 7   | «Yo te quería pedir perdón»              | Belén Macías  | José Corbacho                              | 21 de abril de 2024           |
| 8   | «Yo tengo dignidad»                      | José Corbacho | José Corbacho                              | 28 de abril de 2024           |

## Producción
El 13 de junio de 2023, durante el evento del Atresplayer Day, Atresplayer anunció que estaba desarrollando ocho nuevas series, incluyendo Un nuevo amanecer, la cual fue creada por José Corbacho y estaría protagonizada por Yolanda Ramos. En julio de 2023, el rodaje de la serie comenzó en Barcelona, con Cecilia Freire, Abril Zamora y Artur Busquets entre los otros actores que también forman parte del reparto.

## Lanzamiento y marketing
El 13 de junio de 2023, junto con el anuncio del desarrollo de la serie, Atresplayer sacó el primer teaser de Un nuevo amanecer. El 7 de febrero de 2024, Atresplayer anunció que la serie se estrenaría en su plataforma el 10 de marzo de 2024.

## Recepción
Un nuevo amanecer ha recibido críticas generalmente positivas por parte de los críticos. Álvaro Roldán de El Confidencial escribió que a lo largo de la serie, su creador, José Corbacho, "comparte con el espectador lo que no ve, pero que, a estas alturas, conocen de sobra", describió la interpretación de Yolanda Ramos como "lo más exquisito que contenga este escaparate a las tripas de la televisión" y agradeció "la agilidad de la trama [...] así como el empeño que ponen en demostrar que conocen muy mucho lo que se cuece ahí dentro". Noé R. Rivas de Mindies dijo que la serie "retrata sin concesiones las dinámicas depredadoras y los lados más miserables de la industria del espectáculo" y destacó su "habilidad para navegar entre el humor más sarcástico y ácido con momentos de drama crudo y visceral sobre las adicciones y los problemas de salud mental", además de elogiar tanto la interpretación de Ramos como "un punto álgido" como al resto del reparto coral como "muy sólido" y que "complementa de gran manera la trama central", concluyendo que "es un ejemplo muy sólido de cómo se puede abordar temáticas serias sin dejar de lado el entretenimiento y la comedia mordaz". Gabriel Arias Moreno de Vertele dijo que los dos primeros capítulos "se abordan desde el humor y la sátira" y que Corbacho "ha huido de la 'frivolidad' porque es consciente del problema que representan las adicciones", además de añadir que "dejando a un lado determinadas actuaciones poco o mal trabajadas, la serie funciona correctamente", para finalmente concluir que la serie "[se] plantea como una sátira y se ríe de ello, sin dejar de lado el drama".
David Saiz de El Economista describió la serie como "modesta, pero entretenida y fresca" y que "engancha con sus dosis de media hora de humor" y dijo que "es la serie que cualquier fan de Yolanda Ramos [...] agradece ver, porque la actriz hace grande cualquier frase del guion" Pere Solà Gimferrer de La Vanguardia escribió que la serie "entiende que Yolanda Ramos [...] se merece un vehículo de lucimiento como protagonista tras una carrera de secundaria roba-escenas" y a la propia serie la describió como "una obra clara, que aborda dos temas desde la comedia: la deconstrucción de una mujer adicta y una parodia (o no tanto) sobre el funcionamiento de la televisión", concluyendo que "el engranaje por lo menos tiene las piezas adecuadas para funcionar", aunque también dijo que "se tiene que pulir el ritmo y el humor".